# Adam et Ève (Cranach, Florence)
Pour les articles homonymes, voir Adam et Ève.
Adam et Ève est une peinture à l'huile sur deux panneaux, un portrait double (172 × 63 cm pour Adam, 167 × 61 cm pour Ève), signée et datée de 1528 par l'artiste allemand de la Renaissance Lucas Cranach l'Ancien. L'œuvre est conservée au musée des Offices à Florence.

## Histoire
L'œuvre se trouve dans les collections des grands-ducs de Florence au moins depuis 1688, et dans le musée des Offices depuis le début du XVIIIe siècle. Considérée comme une œuvre de Dürer par Philippe Baldinucci, cette attribution fut maintenue jusqu'à l'inventaire de 1784, où elle fut attribuée à Cranach.
Le sujet reprend les études anatomiques d'Albrecht Dürer, culminant en 1507 avec les deux peintures monumentales aujourd'hui au musée du Prado, œuvres en taille réelles les plus nues de l'art allemand. Le tableau est exposé avec une copie d'un élève, Hans Baldung, dans la même salle du musée. 
Les deux tableaux des Offices ont été restaurés en 1999.

## Description
Les deux personnages sont représentés dans des tableaux séparés, sur un fond sombre à peine visible. Tous deux tiennent des branches pour couvrir leurs parties intimes. Ève tient le fruit défendu (une pomme), avec le serpent qui s'accroche en haut, suspendu à la branche de l'Arbre de vie. Elle tend la pomme à Adam, décontracté et détendu, son coude droit soulevé. La nudité, d'une grande précision anatomique, est réalisée avec désinvolture.